# St Paul’s Church (Milngavie)

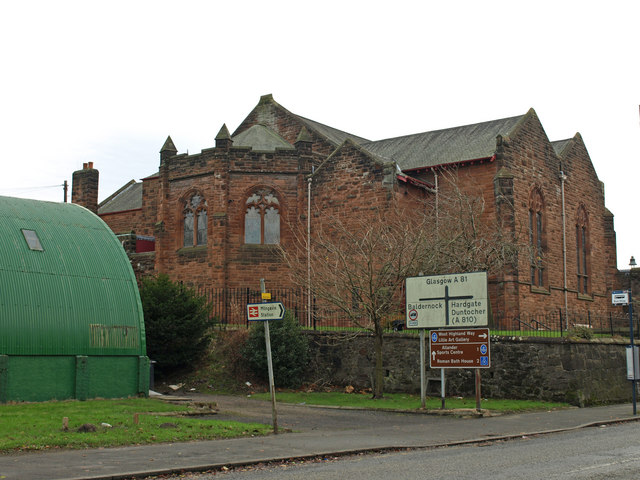
St Paul’s Church

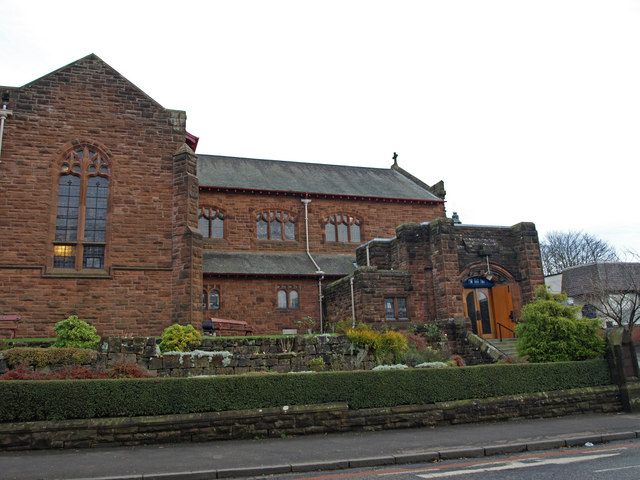
Seitenansicht

Die St Paul’s Church ist ein Kirchengebäude der presbyterianischen Church of Scotland in der schottischen Stadt Milngavie in East Dunbartonshire. Es liegt an der Kreuzung zwischen der Glasgow Road, auf welcher die A81 durch die Stadt führt, und der Baldernock Road im Stadtzentrum. 1978 wurde die St Paul’s Church in die schottischen Denkmallisten in der Kategorie C aufgenommen. Die Kirche ist heute noch als solche in Verwendung.

## Geschichte
Im Jahre 1787 wurde einem Antrag auf den Bau eines Kirchengebäudes von dem Ältestenrat der Relief Church in Glasgow stattgegeben. In Milngavie existierte bis zu diesem Zeitpunkt kein Kirchengebäude und die Gottesdienste wurden im Freien abgehalten. Zunächst bestanden Probleme mit dem Kirchenbau und ein begonnener Rohbau wurde aus rechtlichen Gründen aufgegeben. Die New Kilpatrick Relief Church wurde schließlich 1799 fertiggestellt. Nach mehreren kircheninternen Fusionen und der beständig wachsenden Gemeinde wurde zu Ende des 19. Jahrhunderts der Bau neuer Kirchengebäude nötig. Zunächst wurde 1903 die Cairns Church fertiggestellt. Am 12. Januar 1906 wurde schließlich die St Paul’s Church eröffnet. Im Zuge der Wiedereingliederung des größten Teils der United Free Church of Scotland in die Church of Scotland im Jahre 1929 wurde der Parish Milngavie in drei Parishs aufgeteilt. Obschon es sich bei der St Paul’s Church um das größte Gebäude handelte, wurde sie Pfarrkirche des kleinsten und bevölkerungsärmsten Parishs. Im Laufe der Jahrzehnte wurde das Gebäude beständig renoviert. Der anfänglich vorhandene Glockenturm existiert heute nicht mehr.

## Beschreibung
Im Vorfeld des Kirchenbaus wurde ein Wettbewerb abgehalten, welchen Leadbetter and Fairley mit ihrem Entwurf gewannen. Das Gebäude galt nach Fertigstellung als schönstes Kirchengebäude in der Region um Dumbarton. Das Bauwerk besteht aus grob behauenem, rotem Sandstein. Das Querschiff besitzt ungewöhnlicherweise zwei Giebelflächen je Seite. Die Fenstergestaltung ist an die spätgotische Architektur angelehnt.